# دانشگاه علوم پزشکی گیلان
دانشگاه علوم پزشکی و خدمات بهداشتی درمانی گیلان یکی از دانشگاه‌های دولتی ایران در شهر رشت است و تحت پوشش وزارت بهداشت، درمان و آموزش پزشکی می‌باشد. این دانشگاه، ۸ بیمارستان و مرکز آموزشی در رشت و ۲۲ بیمارستان در استان گیلان در اختیار دارد.

## بنیان‌گذاری
انوش برزیگر پزشک گیلانی با فراهم کردن دویست هکتار زمین در لاکان برای احداث سایت دانشگاه علوم پزشکی اقدام اساسی در جهت بنیان‌گذاری دانشگاه علوم پزشکی گیلان انجام داد و خود نیز با مرتبه استادیاری به استخدام دانشگاه علوم پزشکی گیلان درآمد و حوزه معاونت پژوهشی دانشگاه علوم پزشکی گیلان را نیز بنیان‌گذاری نمود و به‌عنوان اولین استاد قلب دانشگاه علوم پزشکی گیلان شروع به‌کار کرد، و در اولین مراسم فارغ‌التحصیلی این دانشگاه به‌عنوان استاد نمونه معرفی شد و سال‌ها در دانشگاه علوم پزشکی گیلان در سمت‌های استادیاری، دانشیاری و استادی تدریس کرد و نخستین استاد تمام دانشگاه علوم پزشکی گیلان شد. او ۸ سال سمت معاونت آموزشی، پژوهشی و تحصیلات تکمیلی این نهاد را به عهده داشت. وی که به ترتیب به مرتبه علمی دانشیاری و استادی ارتقاء پیداکرده بود، در نهایت نیز، رئیس دانشگاه علوم پزشکی گیلان شد.

## دانشکده‌ها
دانشگاه علوم پزشکی گیلان ۸ دانشکده دارد:
- دانشکده پزشکی - رشت
- دانشکده دندانپزشکی - رشت
- دانشکده داروسازی - رشت
- دانشکده پرستاری و مامایی - رشت
- دانشکده بهداشت - رشت
- دانشکده پرستاری و مامایی - لنگرود
- دانشکده پیراپزشکی شرق گیلان - لنگرود
- دانشکدهٔ پردیس بین‌الملل - منطقه آزاد بندر انزلی

## بیمارستان‌ها
به منظور آموزش عملی دانشجویان، این دانشگاه ۸ بیمارستان زیر را در اختیار دارد:
- بیمارستان پورسینا
- بیمارستان رازی
- بیمارستان الزهرا
- بیمارستان حشمت
- بیمارستان امیرالمؤمنین
- بیمارستان ۱۷ شهریور
- بیمارستان شفا
- بیمارستان سوانح سوختگی ولایت رشت

## واحد اطلاع‌رسانی و اینترنت
وب سایت دانشگاه علوم پزشکی گیلان از سال ۱۳۸۰ به زبان انگلیسی در شبکهٔ اینترنت قرار گرفت و نسخهٔ فارسی آن نیز با همکاری کمیتهٔ ارتقاء وب سایت دانشگاه در سال ۱۳۸۳ وارد شبکه شد و در حال حاضر امکان جستجو در کتابخانهٔ ملّی دیجیتال پزشکی (INLM) از طریق این سایت میسّر است و امکان دسترسی به جدیدترین منابع علمی پزشکی دنیا در فرمت‌های مختلف را فراهم می‌کند. بانک‌های اطّلاعاتی، ژورنال‌های الکترونیکی، کتاب‌های الکترونیکی، کتب مرجع، سیستم‌های هوشمند پزشکی، آموزش مداوم پزشکی و اطلس‌های پزشکی به همراه ابزارهای پیشرفتهٔ جستجو، از دیگر امکانات این کتابخانهٔ است. پورتال دانشکدهٔ پزشکی دانشگاه علوم پزشکی گیلان نیز، از سال ۱۳۸۹ راه‌اندازی شده و اخبار و اطّلاعات دانشکده را بازتاب می‌دهد.

## انتقادات

### تخریب محیط زیست
عدم مدیریت بر تصفیه پساب بیمارستانی و امحا زباله‌های عفونی بیمارستانی موجب انتقادات از این دانشگاه شده‌است.

#### فاضلاب مراکز درمانی
از ۲۲ بیمارستان دولتی استان گیلان تنها ۴ بیمارستان و از ۸ بیمارستان خصوصی ۴ بیمارستان تحت نظارت این دانشگاه دارای سیستم فاضلاب است و بقیه فاقد تصیفه‌خانه استاندارد بیمارستانی می‌باشند و پساب این مراکز درمانی مستقیم به رودخانه‌های گوهررود، زرجوب و سایر رودخانه‌های استان گیلان و سپس به دریای کاسپین سرازیر می‌شود و در کشاورزی و آبزی‌پروری مورد استفاده قرار میگرد.
سازمان محیط زیست استان گیلان در خرداد ۱۳۹۴ از این بیمارستان به جهت تخریب محیط زیست و آلوده کردن منابع آبی به مراجع قضایی شکایت کرد.
در ۱۸ مرداد ۱۳۹۴ تصاویری از ورود مسقیم فاضلاب و مواد شوینده از بیمارستان توتونکاران رشت و ایجاد مشکل برای اندک موجودات باقی‌مانده که در این رودخانه زندگی می‌کنند (لاک‌پشت) منتشر شد. در فرودین ۱۳۹۵ شش بیمارستان رشت اخطاریه زیست‌محیطی دریافت کردند و بنابر اعلام اداره محیط زیست شهرستان رشت در صورت عدم احداث و مدیریت بهینه سیستم تصفیه فاضلاب و ارائه برنامه زمان‌بندی پس از اتمام زمان اخطاریه به استناد ماده ۶۸۸ قانون مجازات اسلامی تحت پیگرد قانونی قرار خواهند گرفت.

#### زباله‌های مراکز درمانی
با وجود قانون مدیریت پسماند مصوب ۱۳۸۳ و مسئولیت این دانشگاه، زباله‌های عفونی مطب‌ها، آزمایشگاه‌ها، درمانگاه‌ها، مراکز بهداشت، مراکز جراحی محدود و بیمارستان‌های تحت نظارت این دانشگاه بدون جمع‌آوری و امحا همراه با زباله‌های عادی در دل جنگ‌های سراوان رشت دفن می‌شود و پس از بارندگی شیرآبه این زباله وارد آب‌های زیر زمینی و رودخانه‌ها و دریا می‌شود. در برخی موارد این زباله مستقیماً و بدون حتی دفن در طبیعت گیلان رهاسازی می‌شود. در ۱۰ بیمارستان دولتی گیلان دستگاه امحا زباله غیرفعال و در بقیه نیمه تعطیل است در اردیبهشت ۱۳۹۴ اعلام شد ۳۰۰ تن زباله در جنگ‌های سراوان رشت واقع در انبار شماره دو این دانشگاه بدون امحا و بی‌خطرسازی دپو و رها شده‌است.